# Триумфальная арка (Красноярск)
Триумфальная арка — архитектурное сооружение в исторической части Красноярска между проспектом Мира и площадью Мира, недалеко от здания Красноярской филармонии. Построена к 375-летию города (основан в 1628) в 2003 году, освящена 5 сентября того же года архиепископом Красноярским и Енисейским Антонием, охраняется государством. В прошлом на месте арки располагался первый острог, от которого город ведёт свою историю.
Архитектор Арэг Демирханов. Облицовка арки с целью экономии выполнена из пластиковых панелей. На верхней части арки были установлены вазоны с растениями. Появление арки вызвало критику среди горожан.
В 2018 году проведена реставрация арки, в результате которой был изменён её внешний вид: убраны вазоны, значительно изменён облик герба города, убраны даты основания города и постройки арки, заменена облицовка и навершие. Результаты реставрации также подвергались критике общественности.